# 池田大作に対する訴権の濫用
池田大作に対する訴権の濫用（いけだだいさくにたいするそけんのらんよう）は、北海道創価学会の幹部だった女性が、告発手記を『週刊新潮』に発表した後、女性とその夫が池田を相手取り損害賠償請求の訴えを起こしたが、訴えそのものが退けられたもの。裁判では、原告側の主張は事実的根拠が極めて乏しく、原告が役職を解任されたことを根に持ち、仕返しで不利益を被らせる目的であると認定した。判決では、「訴権の濫用」と判断され、「訴えを却下」という結論が下された。昭和40年から平成12年までの間に裁判所に持ち込まれた1000万件を超える訴訟事件のうち「訴権の濫用」と判断された事件は十数例しかない。なお、創価学会側では「狂言訴訟」もしくは夫妻の名字と合わせて「●●狂言訴訟」と呼ぶことが多い。

## 訴訟までの経緯
このセクションで特記のない記述は、地裁判決文および高裁判決文を出典とする。
原告夫妻はともに北海道における創価学会の要職に就いていた（女性は第三北海道副総合婦人部長など、女性の夫は第三北海道函館圏副本部長など）が、次第に陰で役職を悪用して、創価学会で厳禁とされる金銭貸借を行うようになった。裁判の結果、返還を命じられた金額は5000万円を優に超えているが、夫妻はこれを無視し、被害者への返還はされていない。
1992年（平成4年）に役職を悪用した組織利用の実態が明らかとなり、5月14日に北海道創価学会は会員間の金銭貸借（学会の規程で禁止されている）を理由に役職の辞任を求めたが夫妻は辞任を拒否。夫が激高したため話し合いができず、結局、翌5月15日に役職解任となった。夫妻は翌年の1993年（平成5年）12月に自ら学会に脱会届けを送り、脱会した。
1996年（平成8年）2月に、女性は『週刊新潮』2月22日号（2月15日発売）で「沈黙を破った北海道元婦人部幹部『私は池田大作にレイプされた』」という見出しの手記を公表し、「1973年（昭和48年）・1983年（昭和58年）・1991年（平成3年）の三度にわたって池田に強姦され、傷害を負った」「1992年（平成4年）5月10日の手紙で強姦について池田に抗議したのが役職解任の真の理由」と述べた。創価学会による被害者の会の機関紙『自由の砦』26号（2月23日発行）もほぼ同様の手記を掲載した。日蓮正宗妙観講機関紙『慧妙』(2月16日発行)も新潮記事の予告記事を掲載している。このため判決では、夫妻あるいは『週刊新潮』と「被害者の会」・日蓮正宗との間に組織的な連携があった可能性が指摘された。創価学会機関紙の『聖教新聞』『創価新報』は2月25日から手記の内容は事実無根という趣旨の反論記事を数回にわたって掲載し、『週刊新潮』3月21日号(3月14日発売)は女性の再反論を掲載し、その後も計25本の関連記事を掲載した。
1996年（平成8年）6月に、女性と女性の夫は、
1. 女性の損害: 1973年（昭和48年）・1983年（昭和58年）・1991年（平成3年）の強姦及び傷害
2. 女性の夫の損害: 1992年（平成4年）2月に女性から強姦の事実を聞かされ、離婚の危機に陥るなど平穏に夫婦生活を営む権利が侵害されたこと

に対する損害賠償合計7469万円（弁護士費用を含む）の支払いを池田に求める訴えを東京地方裁判所に起こした。提訴の直後、女性と訴訟代理人は記者会見を行い、テレビ・新聞で報道された。女性は日本外国特派員協会の記者会見にも応じ、「訴訟は夫婦と弁護士だけで決めた」「政治家とはつながりがない」「借金未返済はでっち上げ」と述べた。女性が告白した事件のうち1992年（平成4年）の事件については公訴時効（強姦罪については7年、強姦致傷罪については10年）が経過していなかったため、刑事告発しない理由について再三の質問があったが、具体的な回答はなかった。

## 訴訟の経過
このセクションで特記のない記述は、地裁判決文および高裁判決文を出典とする。

### 前半（一部判決まで: 弁論第1回 - 第6回）
提訴に対し、池田側は
1. 女性の訴え及び告発手記の内容には多数の矛盾があり、強姦の事実はない。
2. 夫の訴えは、時効制度をくぐり抜けることを目的とした不当なもので、原告適格性がない。
3. 女性による請求は、3年間を経過しており請求権は消滅している（消滅時効）。
4. 女性の夫による請求のうち、1973年の事件に関する部分は20年を経過しており請求権は消滅している（除斥期間の経過）。

と主張して（後の2つは、民法724条に基づく）、迅速な却下を求めた。
裁判所は、夫の原告適格性については、裁判を受ける権利を重視して夫妻側の主張通りに訴訟を進行した。一方、消滅時効・除斥期間については池田側の主張を認めて弁論を分離し、第6回口頭弁論後の1998年5月26日、女性による請求と夫による請求の一部（1973年の事件に関する部分）について消滅時効・除斥期間の経過による却下とする一部判決を下した。夫妻は即日控訴したが棄却された。

### 後半（一部判決後: 弁論第7回 - 第13回）
残る部分（夫による請求のうち、1983年・1991年の事件に関する部分）の口頭弁論は1998年9月29日から前半から引き継ぐかたちで継続した。池田側は、
- 役職解任への復讐として創価学会を批判する勢力と連携して創価学会と池田を攻撃する目的で提起された不当訴訟であり、訴権を濫用するものとして、却下されるべきである。

と主張した。夫妻側は、訴権の濫用として訴えを却下するには、強姦行為がなかったことの認定をしなければならないと主張して実体審理入りを求めた。裁判官は「提訴の動機を判断するには事実関係の有無を審理することも必要」という見解を取った。
事実関係に関わる主な争点は、
1. 1992年に、夫妻が創価学会に数回の電話をかけた際に述べた内容。池田側は、電話会話の録音テープを提出した。夫妻側は、テープは偽造であると主張し、同意を得ずに録音されたから証拠能力がない、と主張し、偽造の根拠として録音テープの声と女性の声とは異なるという鈴木松美の鑑定書を提出した。鑑定の比較対象となった音声テープの提出を求められると「提出する予定であったが、鈴木が廃棄してしまったため不可能」と応じた。
2. 1983年の事件の日時・場所に矛盾はないか。池田側は、当時の林野庁が撮影した航空写真などを根拠に事件の場所とされる仮設の建物は事件の日時にはすでに取り壊されていたと主張した。夫妻側は、日時の細部を変更した後、最終口頭弁論で「事件は1982年・1983年の2回あり、辛い記憶を抑圧したために1回の事件と思い込んでいたために矛盾が生じた」と主張した。
3. 1992年の事件の日時に矛盾はないか。池田側が当時の写真・証言と矛盾すると主張すると、夫妻側は事件の日時を変えた。このような主張の変更は3回繰り返された。

などであった。裁判官（裁判長：加藤新太郎）は、反証されるたびに夫妻側が主張を変更させたことなどから、
- 各事件の事実的根拠が極めて乏しい
- 夫妻側の訴訟活動は、被害救済を求める者としては極めて不自然である
- 本件訴訟は紛争の解決を真摯に目的とするものではなく、池田名誉会長及び創価学会に不利益を被らせることを目的と推認されてもやむを得ない

と判断して2000年5月30日に「訴権を濫用する訴えであるから、不適法なものとして却下する」との判決を下した。

### 控訴審
女性の夫は控訴した。控訴審では、夫妻側は「事件の回数は6回であった」と主張を変更した。変更の理由は「池田側の執拗な問い質しより明らかになった」と説明されたが、「合理的な理由を欠く」「訴訟の遅延を図るためと取られても止むを得ない」と判断された。他の争点については一審と同様の判断が示され「訴権の濫用による却下」が支持されて棄却(2001年1月31日)、上告も棄却・不受理(2001年6月26日)となって確定した。

### 「訴権の濫用」による却下という判決理由
この訴訟において、東京地裁・東京高裁は、「訴権の濫用」を「信義誠実の原則（民法1条2項及び民事訴訟法2条）に反する訴権の行使」と定義し、「訴権の濫用が明らかになった段階で訴訟の進行を止め訴えを却下すべきである」とした。また、訴えが「訴権の濫用」に当たるかは、
1. 提訴に至るまでの経過、言動、提訴後の訴訟追行態度など
2. 相手方が被る不利益・負担
3. 事実的、法律的主張の根拠の有無、蓋然性の程度

を踏まえて慎重に判断すべきとした。この基準に基づいて、夫妻側が主張する事実関係、訴訟に至るまでの経過及び背景、夫妻の訴訟戦略、池田側の不利益が審理され、訴えの却下に至った。酒井博行は、高裁判決を取り上げた判例研究において、「従来必ずしも明確ではなかった訴権濫用の要件を定式化した」と評価し、判断の一般的基準、当該事案における判断とも、基本的に妥当なものとしている。渡部保夫によれば、「訴権の濫用」による却下は、判例集にも十数件しか見当たらないまれなケースという。
判決では法廷で夫妻がどのような証言をしたとしても、判断が変わることがないほどに、事件の不存在を示す必要十分な証拠があると述べられている。また、事件に対して夫妻が数々の主張変更をしている点についても、それ自体が事件の不存在を示すだけでなく、訴訟態度として極めて不誠実であり、また理由のない裁判官の忌避申立ても訴訟の引き伸ばしを図る目的ではなかったかと指摘している。創価学会は「100万件に1件しか例がない」「訴権の濫用による却下」として夫妻側が悪質だと主張。原告夫妻側も「訴権の濫用による却下」「事実関係の審理が行われなかった」と強調し、高裁判決に対して「池田（高裁）は真実の究明を拒否した」と声明を出した。

## 訴訟の周辺

### 自民党
1993年以降、自民党は創価学会の金銭、選挙運動など実態を調査、公明党及び新進党（1994年末に公明党が合流した）に対する政教分離問題を中心とした追及を続けていた。その中には創価学会元顧問弁護士の山崎正友、龍年光など離反した元幹部を党の勉強会に招き、実態の把握に努めた。そんな中、1994年に創価学会の政教一致批判を目的とした自民党内勉強会「憲法20条を考える会（会長は亀井静香）」が結成され、さらに同会の影響下で他宗派の宗教者や有識者による「四月会」（信教と精神性の尊厳と自由を確立する各界懇話会）が設立された。宗教法人法改正案（1995年末に可決・成立）の審議過程で自民党が池田の証人喚問を要求し、新進党の公明党系議員が議場でピケを張るなど強硬に反対した。亀井静香は1994年、宗教法人法の改正で答弁した際「池田大作さんに宗教法人特別委員会に参考人として出てきてもらい、宗教法人法の改正に反対の理由を述べてもらいたい」と発言、、創価学会との対立姿勢をあらわにした。白川勝彦によると、自民党の1996年頭の運動方針には「いま、わが国の政治にとって最も憂うべきは、宗教団体・創価学会が新進党という政党の皮をかぶって国民を欺き、政治の権力を握ろうと画策していること」という文言があったという。
このような厳しい対立の構図の中で第1次橋本内閣が発足し、直後の第136回国会（住専国会）では、衆議院予算委員会（1996年4月1日）で白川勝彦が「選挙について記述がある」として女性の手記を資料提出し、女性を「池田大作にレイプされたという衝撃の告白をした●●さん」と紹介して、「創価学会の選挙運動への関与を究明する」という名目で池田と女性の証人喚問を要求した。金融問題等に関する特別委員会(5月28日)でも、原田昇左右が池田と女性の証人喚問を求めた。自民党機関誌『自由新報』は、1996年から1997年にかけて俵孝太郎・内藤国夫らによる「シリーズ新進党＝創価学会ウオッチング」を連載、そのうち4回で「レイプ疑惑」を取り上げた。このように、自民党は女性の手記発表や裁判をさまざまな形で利用した。
橋本内閣は1996年に衆議院を解散して総選挙に臨んだ。自民党は消費税率の引き上げなど不利な公約を掲げたにもかかわらず議席を伸ばした。朝日新聞社『AERA』・毎日新聞社『エコノミスト』等の雑誌は、自民党の勝因としてや亀井静香、白川勝彦が中心となった反創価学会キャンペーンを挙げた。総選挙後に行われた新進党の総括では敗因として、『比例は新進党、選挙区は人物本位』という戦略で臨んだが新進党の組織選挙が先の参議院選挙ほど機能しなかったことや重複立候補を立てなかったことに対する失敗、民主党も消費税増税批判をしていたため、新進党と民主党がともに候補者を擁立した選挙区では有権者の消費税増税批判票が二党に分裂した結果、自民党候補が小選挙区で棚ぼた的に当選した実例を挙げた。しかし、内部対立のしこりは残り、一部議員は自民党へ引き抜かれ、新進党は1997年末に自由党、公明党などの6党に分離し解散した。
また、社会党（後に社民党に改名）が1996年の総選挙で惨敗したこともあって、自民党は社会党の連立離脱を想定し、代替の連立相手となり得る存在だった公明党との関係修復を模索し、それまでの方針を180度転換する。まず、1997年10月に「シリーズ新進党＝創価学会ウオッチング」の連載を休止（事実上の中止）し、創価学会側とパイプのあった自民党の旧竹下派を仲介役として、連立政権樹立に向けた協議をスタートした。そして、1998年4月に自民党は（創価学会の抗議に応じて）『自由新報』記事に関して、レイプ疑惑については事実無根だったとして、橋本龍太郎首相（当時）ら自民党執行部が公式に謝罪した。このため、自民党に裏切られた格好となった夫妻は自民党に対し、名誉毀損による損害賠償を求めて告訴した。
その後、1998年の参院選での大敗を経て、翌1999年10月に自民党は自由党との連立政権に公明党を加えた。この後、憲法20条を考える会は解散、2001年には四月会も解散し、白川勝彦は自民党を離党して「創価学会の政治支配と戦う」を掲げ、自公連立政権の打倒を目指す新党・自由と希望を立ち上げた。女性は、2001年7月の参議院選挙では、白川新党から立候補した法華講員を応援したが、この候補は落選した。

### 週刊新潮
一連の事件について当時の新潮社・佐藤隆信社長は作家・宮本輝を通じて
と述べた。
被告側の弁護団長を務めた宮原守男は「(週刊新潮は)かんじんの手記の内容が、まったくの事実無根であったと認定された以後、現在に至るも、謝罪訂正はもとより、その判決の事実すらきちんと報道することがないというその態度こそ、この報道それ自体が、そもそもの〝謀略劇〟の一環であったことを雄弁に物語るものである」と指摘している。
JCJ機関紙「ジャーナリスト」では、機関誌である『第三文明』や『潮』が電車の中吊り広告などにおいて、デマ雑誌やデマ出版社（週刊新潮のこと）は潰れろという内容や『週刊新潮』に勝訴した内容を中吊りに掲載していると批判した。創価学会系出版社が刊行する『第三文明』・『潮』は『週刊新潮』の報道姿勢を批判する記事を掲載した。
『週刊新潮』誌上で山田直樹は「およそ5年に及んだ裁判は、なんと実質審理に入らないまま終結」と訴訟を振り返り、「裁判を傍聴し続けた」という乙骨正生も「女性の訴えは時効であるとし、女性の夫の損害部分についても実質的な事実審理に入ることなく訴えを退けた」と記述している。手記掲載記事は、雑誌編集者の互選による「編集者が選ぶ雑誌ジャーナリズム賞」で第3回スクープ部門賞に選出された（1997年）。夫妻は敗訴し、『週刊新潮』も判決で「本件のような事実的根拠が極めて乏しい事柄について、しかも、スキャンダラスな内容のものをいたずらに報道されるいわれはない」と指摘されたが、『週刊新潮』は創価学会のスキャンダル報道を続け、敗訴すると司法にも批判を向けた。夫妻の敗訴確定後に『週刊新潮』は山田直樹による連載記事「新・創価学会を斬る」を掲載し、この連載は、2004年に「編集者が選ぶ雑誌ジャーナリズム賞」第10回大賞（2004年）を受賞した。この賞は2022年度の受賞発表を最後に休止を公表しており、後の名誉毀損裁判で敗訴して記事の信憑性に疑問が残るものに対しても「賞の剥奪」等は行っておらず、「ゴシップ記事ばかりが受賞している」との批判もある。

## 黒幕
山本栄一は、手記発表・記者会見・民事訴訟の流れは、夫妻と『週刊新潮』記者・門脇護（現・門田隆将）、「創価学会による被害者の会」の幹部である日蓮正宗妙観講員との打ち合わせ(1996年2月)で立てられたシナリオに基づくものであった、と述べている。